# Pericallia albidior
Pericallia albidior är en fjärilsart som beskrevs av Rothschild 1935. Pericallia albidior ingår i släktet Pericallia och familjen björnspinnare. Inga underarter finns listade i Catalogue of Life.